# Бинго (игра)

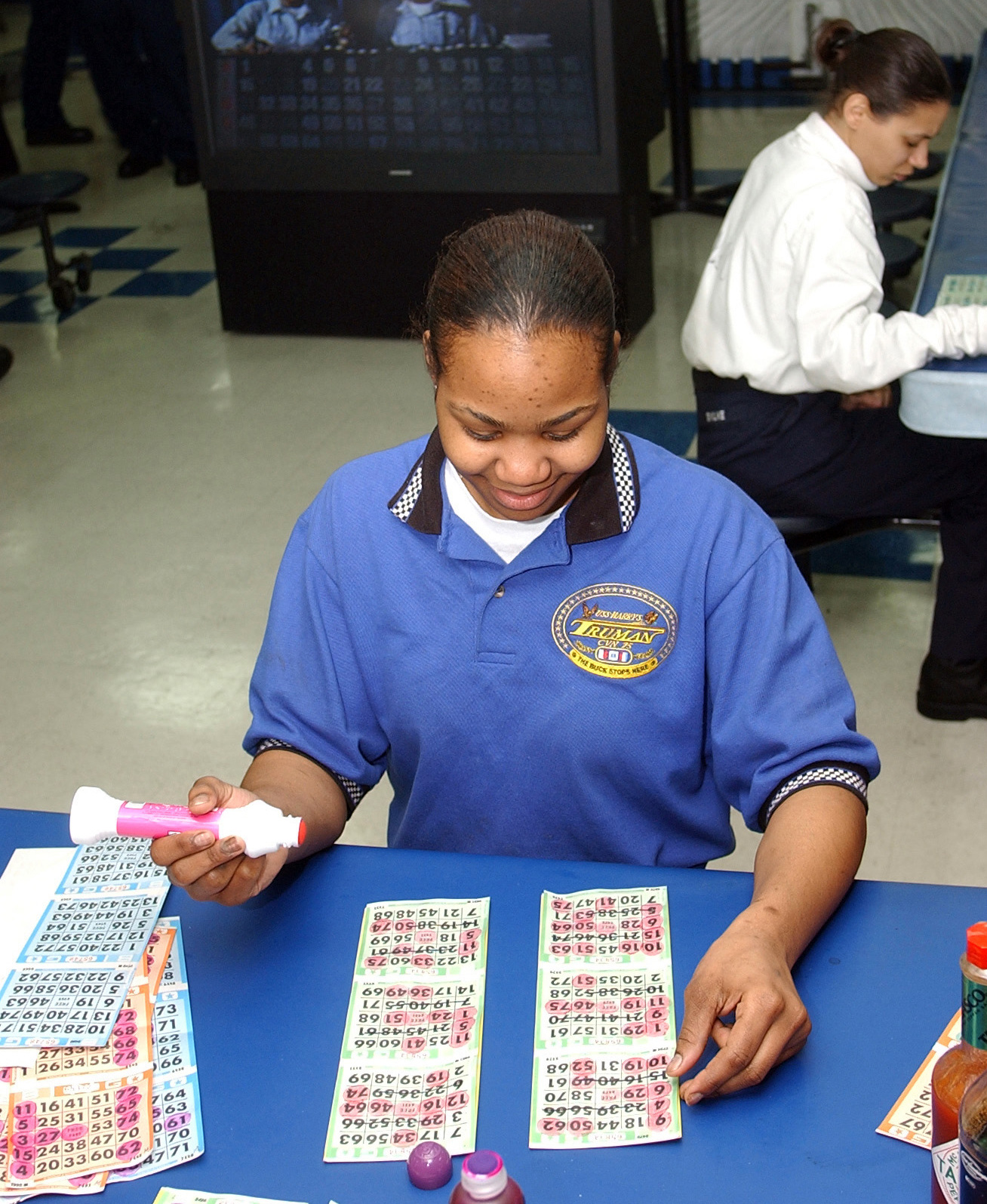
Игра в бинго на 75 шаров

Би́нго (англ. bingo) — игра, в которой случайным образом выбираются числа, а игроки должны заполнять соответствующие числа на своих карточках. Первый игрок, заполнивший карточку в соответствии с правилами розыгрыша, побеждает. Чтобы обозначить свой выигрыш, он обычно выкрикивает «Бинго!».
Можно сказать, что игра бинго является одной из разновидностей лото. В бинго (лото) можно играть как в компании «без интереса», так и на деньги. В США, Англии, Австралии и некоторых других странах существует развитая бинго-индустрия, где в бинго на деньги собираются играть сотни человек. В России стали популярными различные телевизионные лотереи, основанные на правилах бинго. Также любой желающий может играть в бинго в Интернете.
За рубежом бинго считается игрой пожилых людей, в основном женщин, хотя в последнее время количество мужчин и молодёжи в бинго растёт. Это социальная игра, подразумевающая общение участников. В СССР лото, как разновидность бинго, было в основном семейной и детской игрой.

## История бинго
Прародительницей современного бинго считается итальянская игра Lo Giuoco del Lotto D’Italia, первое упоминание о которой относится к 1530 году, а собственно эта игра восходит к обычаю выборов членов Великого совета Генуи в начале XVI века путём вытягивания шаров с номерами. Затем игра распространяется в других странах и к XIX веку известна по всей Европе, а также в России.
Собственно бинго в современном варианте связано с американцем Эдвином Лоу. Во время Великой депрессии его компания по продаже игрушек разорилась, и он искал себе новое занятие. На одной из ярмарок его внимание привлекла группа азартно играющих итальянцев. Игрокам были розданы карточки, на которых они с помощью бобов (англ. bean) отмечали выпавшие числа. Победитель кричал «Bean go!» («боб идёт») — этот возглас и дал название игре. Эдвин несколько модифицировал правила игры, начал продавать игровые комплекты и организовал игру в Нью-Йорке. Лоу заказал разработать карточки для бинго профессору математики Карлу Леффлеру. Тот создал 6000 уникальных карт бинго; популярный, но неподтверждённый фактами миф утверждает, что в результате он сошёл с ума.
Бинго довольно быстро стало популярно в англоязычных странах. Несмотря на то, что это по своей сути азартная игра, она стои́т ближе к лотереям, поэтому во многих странах серьёзных ограничений на бинго не было. Более того, в бинго часто играют при церквях, так как часть собранных денег идёт на благотворительность или нужды прихода.

## Правила игры
До игры каждый участник получает определённое количество карточек, на каждой из которых напечатан свой уникальный набор чисел. Эти карточки могут быть одноразовыми — тогда игроку понадобится фломастер или ручка, чтобы отмечать выпавшие числа, или многоразовыми — тогда числа отмечаются специальными жетончиками. Если игра идёт на деньги, то игроки покупают каждую карточку по определённой цене. Для розыгрыша обычно используется лототрон и набор шаров с цифрами. Ведущий вытаскивает шары по одному и громко объявляет выпавший номер, который игроки ищут в своих карточках и отмечают, если находят. Цель игроков — заполнить на карточке определённую фигуру или все имеющиеся номера. Как только кому-то это удаётся, он или она кричит «Бинго!», игра останавливается и карточка проверяется. Если всё заполнено верно, то победитель получает приз.

## Разновидности бинго
В бинго существует довольно много разновидностей и вариаций, но основные — две. Их часто называют по географическому принципу — британской и американской, или по количеству используемых чисел — бинго на 75 и 90 шаров.
Американское бинго, или бинго на 75 шаров — использует меньше чисел и карточки другой формы. Карточки квадратные — 5х5 клеток, центральная — свободная (правильнее сказать, что она считается автоматически заполненной), в остальных размещаются 24 числа. Шары американского бинго обычно имеют не только число, но и одну из пяти букв. Эти же буквы пишутся над каждым столбцом. Над первым — буква B, ей соответствуют числа от 1 до 15, над вторым — I и числа от 16 до 30, дальше буквы N, G и O, собственно, составляющие слово «BINGO». В этой разновидности игры обычно требуется заполнить какую-либо форму на карточке, например, форму шляпы (цилиндр с полями), самолёта, или просто какие-то линии. Причём часто также принимаются фигуры, созданные с поворотом на 90, 180 или 270 градусов, а также симметричные относительно вертикальной или горизонтальной осей симметрии.
Британское бинго, или бинго на 90 шаров — практически полностью идентично российскому лото. Вся разница лишь в том, что в российском варианте используется мешочек с бочонками, а там — лототрон с шарами. Игроки получают прямоугольные карточки с тремя рядами по девять клеток, в каждом ряду — по пять чисел. В первом столбце могут быть числа от 1 до 10, во втором от 11 до 20 и т. д., всего в карточке заполнено 15 случайных чисел в диапазоне от 1 до 90. Игра обычно идёт в три этапа, первым промежуточным победителем становится тот, кто заполнит один любой ряд, вторым победителем — кто заполнит два ряда, главный победитель — кто заполнил всю карточку. Обычно призовые деньги распределяются следующим образом: 15 % за одну линию, 30 % — за две и 55 % — за всю карточку. Если несколько игроков собрали нужную комбинацию одновременно, призовые деньги делятся между ними поровну.
Бинго в России — широко используется британская модель бинго. В лотерейном билете есть две игровых карточки, в каждой из которых по пятнадцать чисел в диапазоне от 1 до 90. Числа в билете не повторяются. Розыгрыш обычно проходит в несколько туров. В первом выигрывают те билеты, в которых раньше других совпадут все пять чисел любой горизонтальной строки. Во втором туре выигрывают те, в которых первыми были зачеркнуты все пятнадцать чисел одной из карточек. В третьем и последующих турах выигрывают те билеты, в которых совпали все тридцать чисел обеих карточек. Самые популярные бинго-лотереи — «Русское лото» (существует с 1994 года), «Золотой ключ» (с 1997 по 2015 год), «Жилищная лотерея» (с 2012 года), «Золотая подкова» (с 2015 года), «6 из 36» (с 2014 по 2023 год), «Бинго 75» (с 2018 по 2023 год) и «Мечталлион» (с 2022 года).

## Стратегия игры в бинго
Как и в любой лотерее, в бинго оптимальной стратегии игры не существует. То, что выдают за стратегию игры, на самом деле не может изменить математическое ожидание результата игры.
Единственное, что можно назвать правильной стратегией игрока — это поиск игры с максимальным математическим ожиданием. Так, некоторые бинго-залы предлагают игры с фиксированным или гарантированным призовым фондом. Если в такой игре будет мало участников (мало проданных карточек), то игра может даже стать выгодной для игрока. Информацию о заложенном в игру проценте выплат бинго-залы обычно не сообщают, хотя его можно прикинуть, накопив собственную статистику, или узнав количество проданных карточек. В среднем игрок может ожидать выплаты порядка 60—80 %.

## Интернет-бинго
Любители бинго всегда могут найти игру в сети Интернет. В мире существует несколько сотен онлайновых залов бинго, в которых в любой момент дня и ночи собираются до тысячи игроков. Участник может играть как на реальные деньги (для перевода средств в этом случае понадобится банковская карта или электронный кошелёк), так и «на фантики». Игрокам доступно бинго на 75 шаров, на 90 шаров, а также другие разновидности — например, бинго на 80 шаров. Можно играть от одной до сотни карточек, причём компьютер может помочь их заполнять. Обычно есть возможность общаться с другими игроками в чате. Также обычно в чате присутствует представитель бинго-зала, который может проводить различные дополнительные игры с денежными призами.